# Erdinger (pivo)
 Erdinger je značka německého piva, které se vyrábí v pivovaru Erdinger Weissbrauerei ve městě Erding. Pivovar byl založen v roce 1886. První zemí kam začíná pivovar exportovat pivo je Rakousko a to v roce 1970.

## Druhy piva značky Erdinger
- Erdinger Mit feiner Hefe
- Erdinger Dunkel
- Erdinger Kristallklar
- Erdinger Pikantus
- Erdinger Leicht
- Erdinger Schneeweiße
- Erdinger Alkoholfrei
- Erdinger Champ

Tato světlá bílá piva se dokváší v lahvích a jsou vařená podle Reinheitsgebot.